# Alex Hirsch
Alexander Robert Hirsch (* 18. června 1985 Piedmont, Kalifornie) je americký spisovatel, animátor, dabér a producent. Je známý hlavně jako tvůrce animovaného televizního seriálu Gravity Falls (česky Městečko záhad), pro který namluvil hlasy Zlejdy Stana, Soose a Billa Ciphera. V roce 2016 získal za tento seriál ceny BAFTA a Annie. V roce 2016 vydal Hirsch Deník 3 a v roce 2018 knihu Lost Legends.

## Kariéra
Po absolvování soukromé umělecké univerzity v Kalifornii (California Institute of the Arts, CalArts) se Hirsch stal nejprve scenáristou pro seriál The Marvelous Misadventures of Flapjack na Cartoon Network, kde pracoval společně s dalšími absolventy CalArts (J. G. Quintel, Pendleton Ward a Pat McHale). Později se zapojil do rozvíjení pilotního seriálu Disney Channel Fish Hooks spolu s Maxwellem Atomsem a budoucím tvůrcem seriálu Rick a Morty Justinem Roilandem.
V roce 2012 vytvořil Hirsch řadu Gravity Falls pro Disney Channel. Premiéra se uskutečnila v červnu 2012. Namluvil hlasy Zlejdy Stana, Soose, Old Man McGucketa, Billa Ciphera a dalších drobných postav. Získal ceny BAFTA Children's Award a Annie Award v roce 2015 a byl nominován na několik dalších ocenění (včetně Peabody Award v roce 2016). Hirsch v únoru 2016 Gravity Falls podle plánu ukončil, aby se mohl věnovat dalším projektům.
V červenci 2016 uspořádal Hirsch pro fanoušky Gravity Falls hon za pokladem (známý jako „Cipher Hunt“) se stopami skrytými po celém světě, včetně Spojených států, Japonska a Ruska. Cílem bylo najít sochu postavy z Gravity Falls, Billa Ciphera. Po dvou týdnech fanoušci seriálu objevili sochu v Reedsportu v Oregonu. Tato akce se časově shodovala s vydáním Hirschovy knihy Gravity Falls: Journal 3, která vyšla 26. července 2016 a stala se bestsellerem (byla číslem 1 na New York Times Bestseller téměř rok).
Mimo Městečka záhad Hirsch propůjčil svůj hlas i pro řadu projektů včetně seriálů Phineas & Ferb nebo Rick a Morty. V srpnu roku 2016 bylo oznámeno, že Hirsch jedná o scénáři k filmu o pokémonovi Pikachu. V únoru 2017 se jako spoluautor podílel na animovaném filmu o Spider-Manovi společnosti Sony.

## Osobní život
Seriál Městečko záhad je inspirován Alexovým dětským zážitkem, kdy se svým dvojčetem Ariel Hirschovou (podle které je ztvárněna Mabel Pinesová) jeli na prázdniny za příbuznými. V seriálu dostane Mabel prasátko, protože ho Ariel jako malá chtěla jako mazlíčka. Alex se rozhodl ji toto přání splnit alespoň ve svém seriálu.